# Cimetière Notre-Dame-de-Belmont
Le Cimetière Notre-Dame-de-Belmont est situé au 701, avenue Nérée-Tremblay à Québec, dans le quartier de la Cité-Universitaire. Il s'agit d'un cimetière de style anglais aménagé entre 1857 et 1859 où reposent plusieurs personnalités célèbres. Il dispose encore assez d'espace pour s'agrandir en direction de l'ouest, jusqu'à l'avenue Nérée-Tremblay, où ont été construits deux columbariums.

## Histoire

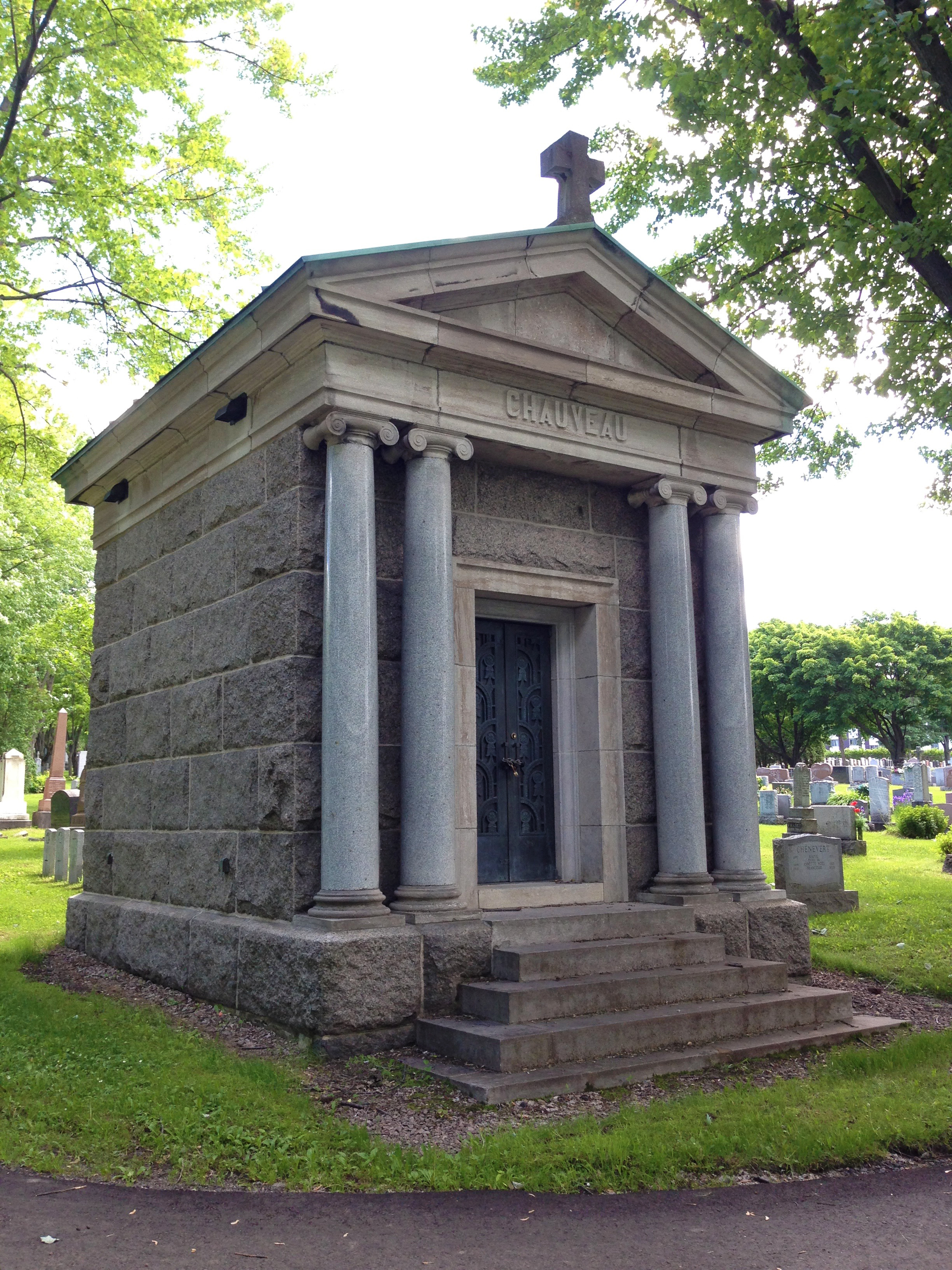
Mausolée Chauveau

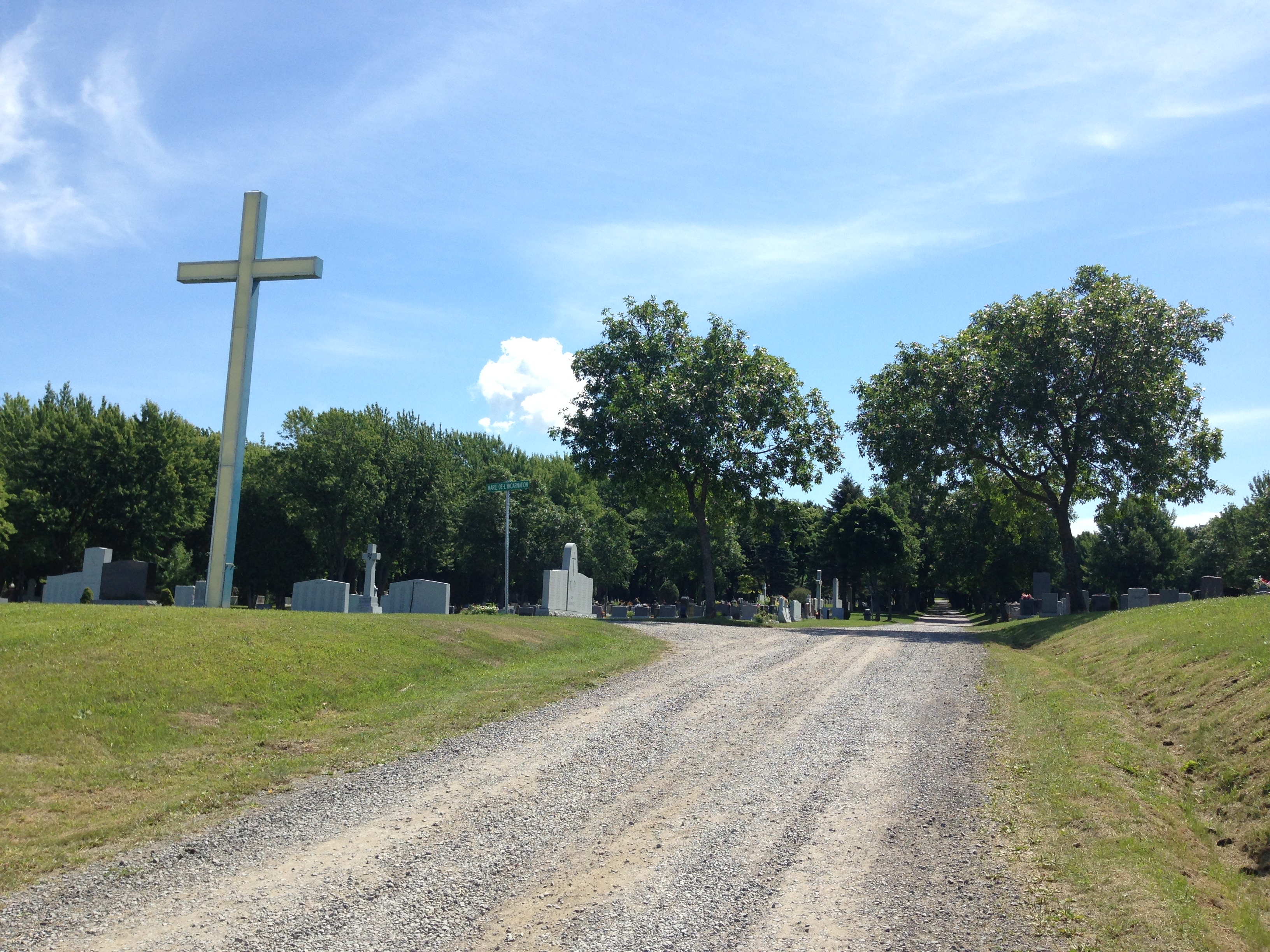
Cimetière Notre-Dame-de-Belmont

Le 19 mai 1855, fut promulgué un acte concernant l'inhumation et la santé publique.
À la suite d'une demande des paroissiens, la Fabrique Notre-Dame de Québec achète à John William Dunscomb un vaste terrain situé sur le chemin Sainte-Foy afin d'y aménager un cimetière catholique. L'achat du terrain est donc complété le 30 décembre 1857. Cette vaste propriété à l'écart de la ville contenant une grande variété d'arbres est aménagé en cimetière par l'architecte Charles Baillargé. Les travaux ont lieu entre 1857 et 1859. Finalement, le cimetière est béni le 10 juillet 1859 et son premier occupant enterré deux jours plus tard. 
À la suite de protestations du voisinage contre les odeurs se dégageant du cimetière des Picotés, ce cimetière fut fermé officiellement en 1857. Dès 1858 commença l'exhumation des premiers corps. L'opération d'exhumation finit en 1861. 
Les corps du cimetière des Picotés furent tous transportés au nouveau cimetière de Notre-Dame de Belmont.
Depuis, le cimetière Belmont a accueilli des centaines de personnes de tout âge, de tout rang et bon nombre de célébrités. Il est maintenant administrativement fusionné avec le cimetière Saint-Charles, un des plus vastes de Québec.

## Personnalités inhumées

### Politique
- Narcisse-Henri-Édouard Faucher de Saint-Maurice (1844-1897), écrivain, journaliste, député de Bellechasse etu militaire
- Edmund James Flynn (1847-1927), avocat, premier ministre du Québec
- Jean Lesage (1912-1980), avocat, premier ministre du Québec
- Félix-Gabriel Marchand (1832-1900), notaire, premier ministre du Québec
- Olivier Robitaille (1811-1896), médecin, maire de Québec et cofondateur de la Banque Nationale
- Louis-Alexandre Taschereau (1867-1952), avocat, premier ministre du Québec
- René Tremblay (1922-1968), économiste, ministre fédéral
- Alexandre Chauveau (1847-1916), homme politique et fils du premier ministre québécois Pierre-Joseph-Olivier Chauveau
- Ulric-Joseph Tessier (1817-1892), sénateur, maire de Québec
- Jules Tessier (1852-1934), sénateur et député
- Auguste Tessier (1853-1938), député
- Jean-Marie-Joseph-Pantaléon Pelletier (1860-1924), médecin et député
- Émile Moreau (1877-1959), député et conseiller législatif
- Philippe Hamel (1884-1954) chirurgien-dentiste et député

### Justice
- François-Xavier Lemieux (1851-1933), avocat d'Honoré Mercier et de Louis Riel.
- sir Adolphe-Basile Routhier (1839-1920), écrivain, critique littéraire, avocat, auteur, juge, professeur et auteur des paroles de l'hymne national du Canada
- Robert Taschereau (1896-1970), député et juge en chef du Canada
- Félix Allard (1897-1974), juge et député.

### Musique
- Antoine Dessane (1826-1873), organiste et compositeur français
- Ernest Gagnon (1834-1915), organiste, historien de la musique, compositeur
- Gustave Gagnon (1842-1930), organiste, professeur, compositeur
- Raoul Jobin (1906-1974), célèbre ténor québécois, professeur au Conservatoire
- Jeanne Landry (1922-2011), pianiste québécoise, prix d'Europe 1946, compositrice, professeur émérite
- Alys Robi (1923-2011), première chanteuse populaire québécoise à la carrière internationale
- Robert Talbot (1893-1954), chef d'orchestre et compositeur, deuxième chef de l'Orchestre symphonique de Québec
- Richard Verreau (1926-2005), ténor québécois
- Joseph Vézina (1849-1924), chef d'orchestre et compositeur, chef fondateur de l'Orchestre symphonique de Québec

### Littérature
- Monique Corriveau (1927-1976), romancière
- Arthur Buies (1840-1901), journaliste, chroniqueur, polémiste, anticlérical et libre-penseur
- Eudore Évanturel (1852-1919), poète québécois
- Narcisse-Henri-Édouard Faucher de Saint-Maurice (1844-1897), écrivain, journaliste, député de Bellechasse et militaire
- Guy Frégault (1918-1977), historien et écrivain
- François-Xavier Garneau (1809-1866), premier historien canadien et journaliste
- Sir Adolphe-Basile Routhier (1839-1920), écrivain, critique littéraire, avocat, auteur, juge, professeur et auteur des paroles de l'hymne national du Canada
- Jules-Paul Tardivel (1851-1905), journaliste et romancier ultramontain

### Autres
- Georges-Élie Amyot (1856-1930), fondateur de la Dominion Corset et conseiller législatif
- Emma Gaudreau (1861-1934), première femme dentiste au Canada, épouse d'Henri-Edmond Casgrain
- Cyrille Duquet (1841-1922), orfèvre, horloger, inventeur, échevin, politicien, musicien et homme de science
- Henri-Edmond Casgrain (1846-1914), dentiste, inventeur, époux d'Emma Gaudreau
- Johan Beetz (1874-1949), naturaliste, homme d'affaires, il a donné son nom à la municipalité de Baie-Johan-Beetz en Minganie
- Jean-Octave Dussault (1883-1968), médecin et philanthrope

## Galerie

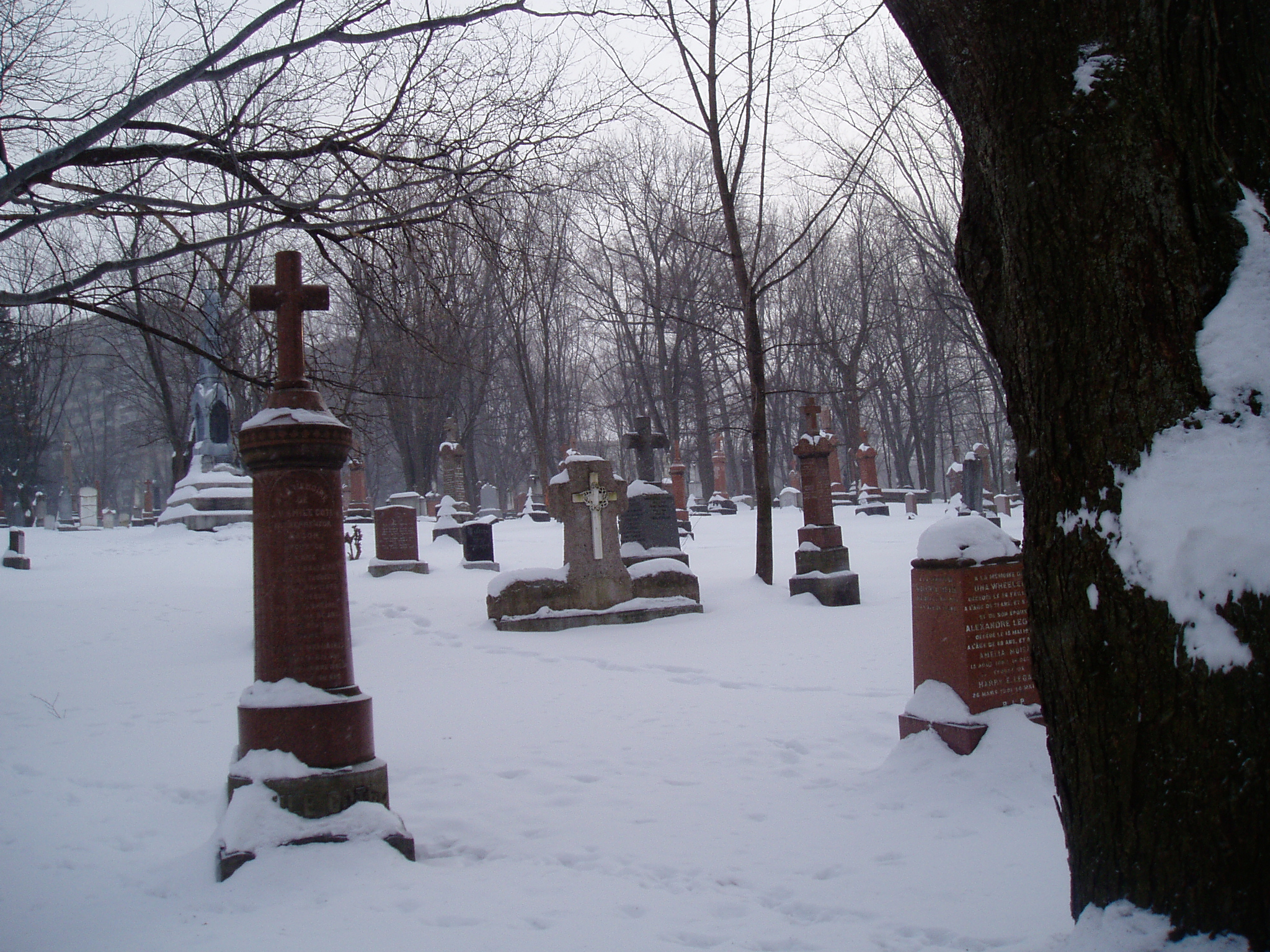
Le cimetière en hiver
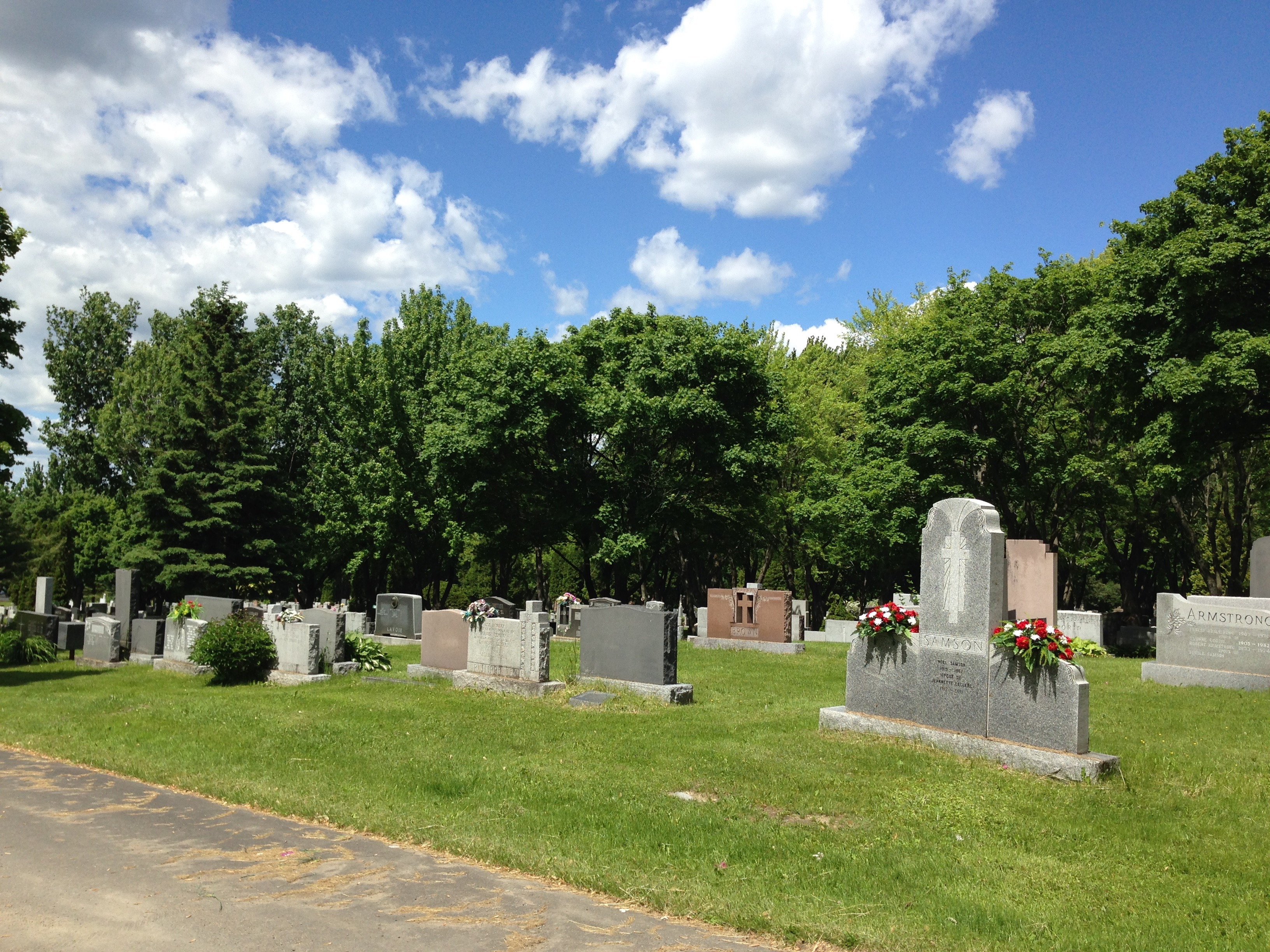
Le cimetière en été
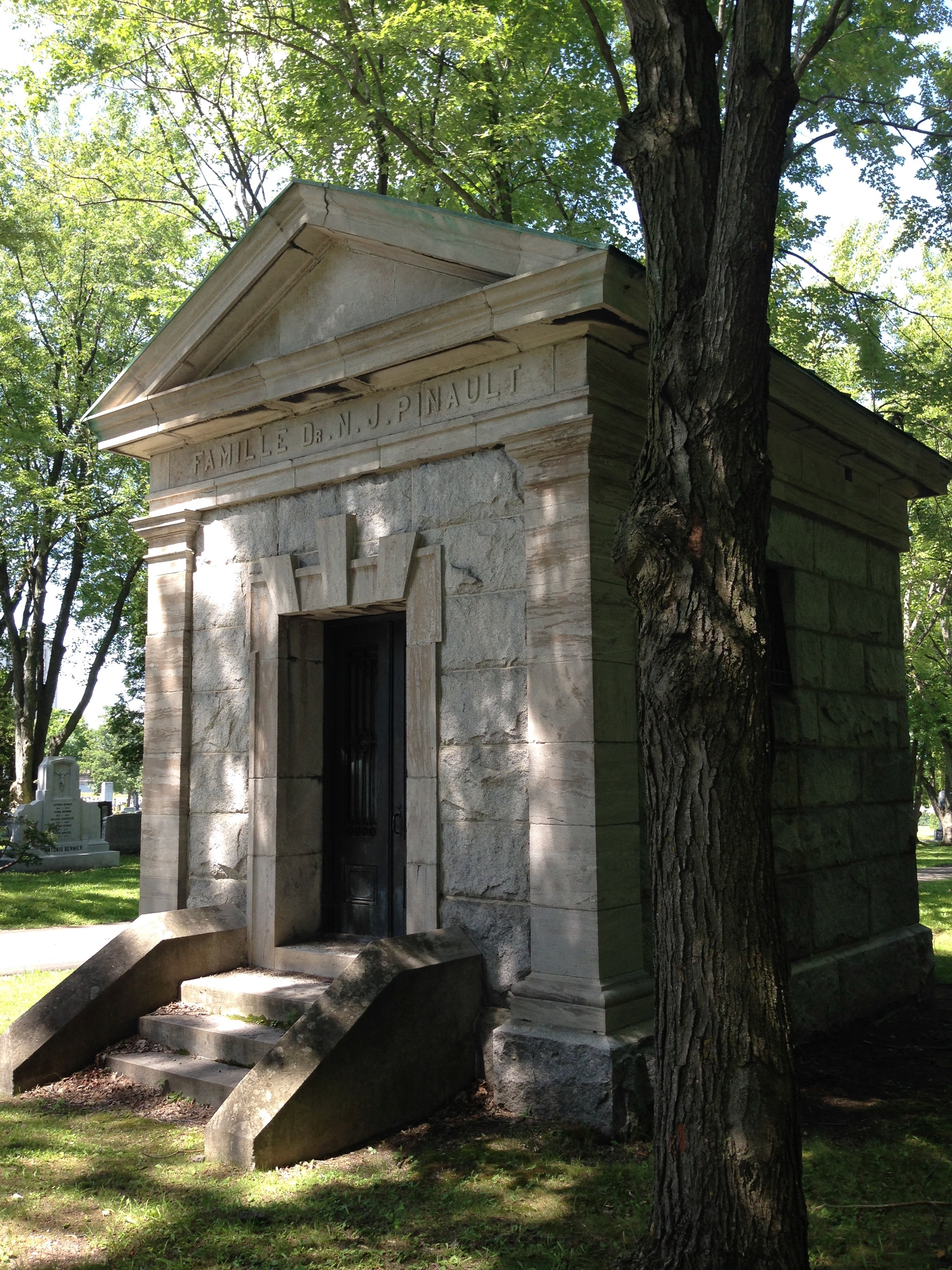
Mausolée du Dr. N. J. Pinault
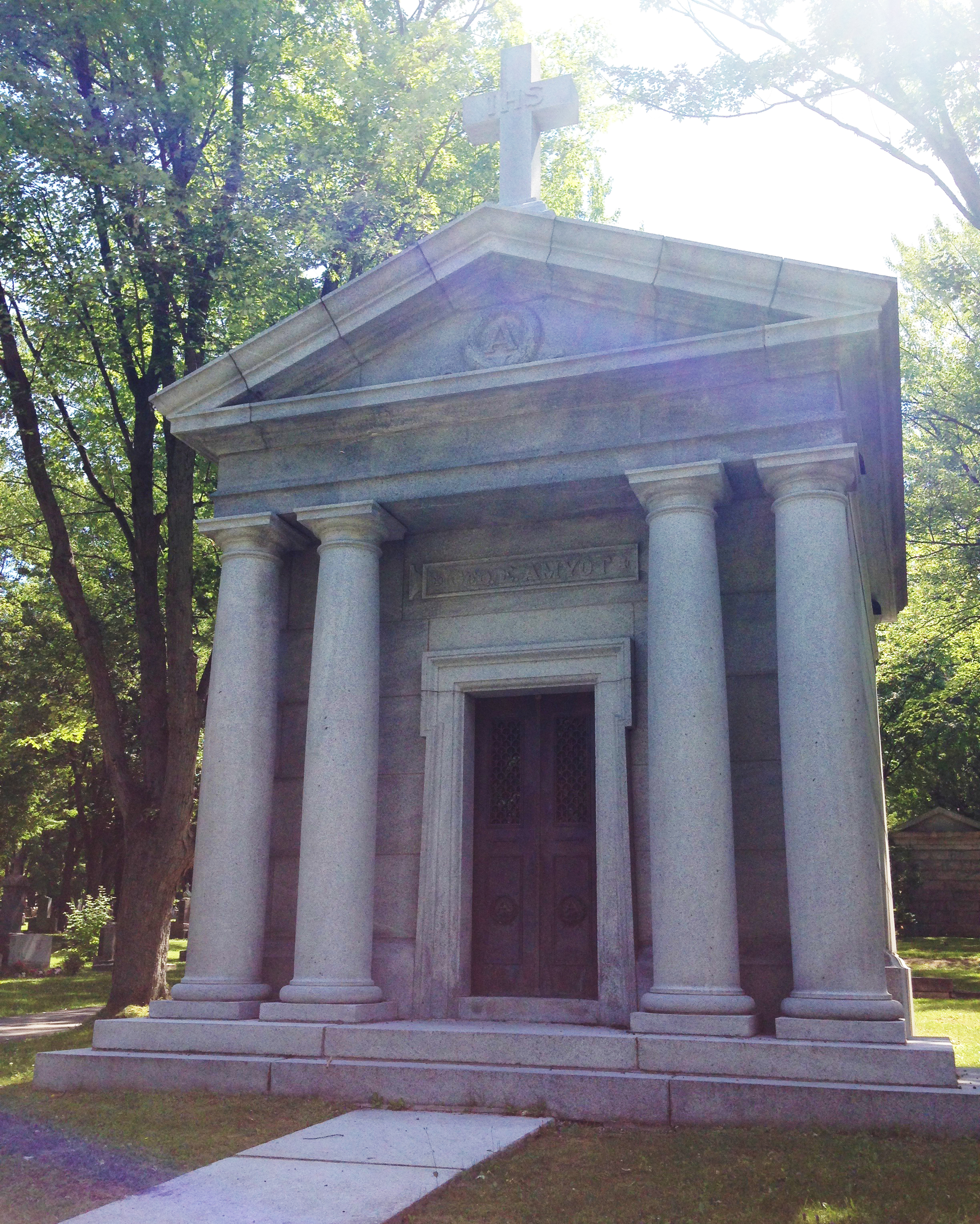
Mausolée de Georges-Élie Amyot